# Ruth Hedberg
Ruth Ingar Hedberg, född Collin, född 8 juli 1900 i Burlöv, död 22 maj 1959 i Stockholm, var en svensk författare, litteraturvetare och kritiker. 
Ruth Hedberg var dotter till grosshandlare Fredrik Jonas Collin. Efter studentexamen 1920 blev hon student vid Stockholms Högskola där hon 1925 avlade en filosofie kandidatexamen. Hedberg var 1933–1938 journalist för Östgöta Correspondenten. Från 1947 var hon medarbetare i Idun och från 1948 i Svenska Dagbladet.
Under pseudonymen Elsa Eschillius utgav Hedberg romanerna En vecka i Skåne (1934) och Fru Dygd och fru Lusta (1942). Hon forskade bland annat om Anna Maria Lenngren och tog filosofie licentiat-examen 1948. Efter hennes död utkom essäsamlingen Ej med klagan (1960). Hon var gift från 1923 med författaren Olle Hedberg. Makarna Hedberg är begravda på Tidersrums kyrkogård.